# Tiago Volpi
Tiago Luis Volpi (ur. 19 grudnia 1990 w Blumenau) – brazylijski piłkarz występujący na pozycji bramkarza, od 2025 roku zawodnik Grêmio.
Jego kuzyn Neto Volpi również jest piłkarzem.

## Kariera klubowa
Volpi jest wychowankiem skromnego klubu EC São José z siedzibą w Porto Alegre, zaś jako siedemnastolatek został zauważony przez wysłanników czołowego zespołu w Brazylii – Fluminense FC, do którego wkrótce się przeniósł. Tam nie potrafił się jednak przebić do pierwszej drużyny, wobec czego po dwóch latach powrócił do swojego macierzystego São José, występującego w czwartej lidze. Przez pierwsze półtora roku pozostawał jednak rezerwowym ekipy, zaś w lipcu 2011 udał się na półroczne wypożyczenie do trzecioligowego Luverdense EC. Po powrocie do São José również wywalczył sobie miejsce między słupkami, a po upływie sześciu miesięcy jego udane występy zaowocowały transferem do grającego w najwyższej klasie rozgrywkowej klubu Figueirense FC z siedzibą we Florianópolis. W jego barwach zadebiutował w Campeonato Brasileiro Série A, 17 listopada 2012 w przegranym 0:2 spotkaniu z Santosem FC. Początkowo był rezerwowym dla Wilsona, jednak po spadku zespołu do drugiej ligi na koniec sezonu 2012 objął funkcję pierwszego golkipera. Na koniec sezonu 2013 awansował z Figueirense z powrotem do Série A, zaś w 2014 roku jako kluczowy zawodnik wygrał ligę stanową – Campeonato Catarinense.
Wiosną 2015 Volpi za sumę miliona dolarów przeszedł do meksykańskiego Querétaro FC, w tamtejszej Liga MX debiutując 16 stycznia 2015 w wygranej 1:0 konfrontacji z Universidadem de Guadalajara. Od razu został podstawowym bramkarzem zespołu i jednym z czołowych golkiperów ligi meksykańskiej, a już w swoim premierowym, wiosennym sezonie Clausura 2015 wywalczył wraz z zespołem wicemistrzostwo kraju. Podczas jesiennych rozgrywek Apertura 2016 wywalczył natomiast z Querétaro puchar Meksyku – Copa MX, będący zarazem pierwszym trofeum w dziejach klubu.

## Statystyki kariery
| São José    | 2010      | Brazylia | Série D | 5  | 0  | 4  | 0   | —   | — | —   | 9  | 0 |
| São José    | 2011      | Brazylia |         | —  | —  | 5  | 0   | —   | — | —   | 5  | 0 |
| Luverdense  | 2011      | Brazylia | Série C | 11 | 0  | —  | —   | —   | — | —   | 11 | 0 |
| São José    | 2012      | Brazylia |         | —  | —  | 14 | 0   | —   | — | —   | 14 | 0 |
| Figueirense | 2012      | Brazylia | Série A | 3  | 0  | —  | —   | —   | — | —   | 3  | 0 |
| Figueirense | 2013      | Brazylia | Série B | 27 | 0  | 2  | 0   | —   | — | —   | 29 | 0 |
| Figueirense | 2014      | Brazylia | Série A | 37 | 0  | 19 | 0   | —   | — | —   | 56 | 0 |
| Querétaro   | 2014–2015 | Meksyk   | Liga MX | 22 | 0  | 1  | 0   | —   | — | —   | 23 | 0 |
| Querétaro   | 2015–2016 | Meksyk   | Liga MX | 33 | 0  | —  | —   | LMC | 4 | 0   | 37 | 0 |
| Querétaro   | 2016–2017 | Meksyk   | Liga MX | 0  | 0  | 0  | 0   | —   | — | —   | 0  | 0 |
| Ogółem      |           |          |         |    |    |    |     |     |   |     |    |   |
| Brazylia    | Brazylia  | Brazylia | 83      | 0  | 44 | 0  | —   | —   | — | 127 | 0  |   |
| Meksyk      | Meksyk    | Meksyk   | 55      | 0  | 1  | 0  | LMC | 4   | 0 | 60  | 0  |   |
| Ogółem      | Ogółem    | Ogółem   | 138     | 0  | 45 | 0  | LMC | 4   | 0 | 187 | 0  |   |

- LMC – Liga Mistrzów CONCACAF